# Melrose, Wisconsin
Melrose là một làng thuộc quận Jackson, tiểu bang Wisconsin, Hoa Kỳ. Năm 2006, dân số của làng này là 529 người.